# Île Manitoulin
L'île Manitoulin ([manɪˈtuːlɪn] en anglais) est une île canadienne du lac Huron, l'un des cinq Grands Lacs de l'Amérique du Nord.  Avec une superficie de 2 766 km², il s'agit de la plus grande île lacustre du monde. C'est également la 174e plus grande île du monde, ainsi que la 31e plus grande île canadienne.
L’île abrite le bureau administratif du gouvernement des Premières Nations de Sheshegwaning.
Le nom actuel de l'île est la version anglaise, via le français, du mot ojibwé Manidoowaaling (ᒪᓂᑝᐙᓕᓐᒃ), qui signifie « grotte de l'esprit ».

## Géographie
L'île Manitoulin est incluse dans la province canadienne de l'Ontario. Elle est délimitée au sud par la majeure partie du lac Huron, à l'est par la baie Georgienne et au nord par le chenal nord. Elle mesure environ 120 km de long sur 50 km de large à son maximum. Elle est la plus grande île lacustre du monde,,. Elle possède d'ailleurs 108 lacs d'eau douce, quelques-uns disposant de leurs propres îles qui elles-mêmes possèdent parfois leurs propres plans d'eau.
Le lac Manitou (environ 104 km²) est le plus grand lac situé sur une île d'eau douce au monde ; l'île Treasure, sur le lac Mindemoya est avec une longueur de 1 500 mètres, la plus grande île située dans un lac sur une île située dans un lac. L'île Manitoulin possède trois rivières, la Kagawong, la Manitou et la Mindemoya, qui sont des lieux de ponte pour le saumon et la truite.
Géographiquement, l'île fait partie de l'Ontario méridional et est principalement formée de dolomite. Elle est une continuation de la péninsule Bruce et de l'escarpement du Niagara, une structure géologique se poursuivant au sud à travers les chutes du Niagara, jusqu'à New York.

## Démographie
L'île possède deux villes incorporées (Northeastern Manitoulin and the Islands et Gore Bay), huit cantons (Assiginack, Billings, Burpee and Mills, Central Manitoulin, Dawson, Gordon, Robinson et Tehkummah) et six réserves anishinaabe (M'Chigeeng, Sheguiandah, Sheshegwaning, Aundeck Omni Kaning, Wikwemikong et Zhiibaahaasing).
Manitoulin compte 12 600 habitants permanents, auxquels s'ajoutent plus de 3 000 personnes pendant l'été. L'île forme avec plusieurs îles avoisinantes le district de Manitoulin, une division de recensement de l'Ontario.

## Histoire
Manitoulin signifie « île aux esprits » en ojibwé. L'île était un lieu sacré pour les populations autochtones anishinaabe (Ojibwés, Outaouais et Potawatomis).
Le chenal nord faisait partie du trajet utilisé par les coureurs des bois pour rejoindre le lac Supérieur. Le premier Européen connu à s'être installé sur l'île était le père Joseph Poncet, un jésuite français qui mit en place une mission près de Wikwemikong en 1648. Les jésuites appelèrent l'île « île de Sainte-Marie ». Les maladies introduites eurent un effet dévastateur sur la population de l'île. Des raids des Cinq-Nations venus du sud poussèrent les survivants à quitter l'île en 1650. Selon la tradition orale, l'île fut brûlée pour la purifier à leur départ et resta essentiellement inhabitée pendant les 150 années suivantes.
Après la guerre de 1812, des Outaouais, Ojibwés et Potéouatamis commencèrent à regagner l'île. Elle fut cédée à la couronne en 1836 et devint un refuge pour les populations indiennes. Jean-Baptiste Proulx rétablit une mission catholique en 1838, administrée par les jésuites en 1845. En 1862, le traité Manitoulin ouvrit l'île aux personnes non-indiennes. Le chef Wikwemikong n'accepta pas ce traité et la réserve demeura incédée.